# Gerichtsbezirk Feldkirchen
Der Gerichtsbezirk Feldkirchen ist einer von elf Gerichtsbezirken in Kärnten und ist deckungsgleich mit dem politischen Bezirk Feldkirchen. Der übergeordnete Gerichtshof ist das Landesgericht Klagenfurt.

## Gemeinden

### Städte
- Feldkirchen in Kärnten (14.427 Ew.)

### Gemeinden
- Albeck (975)
- Glanegg (1.760)
- Gnesau (1.037)
- Himmelberg (2.325)
- Ossiach (794)
- Reichenau (1.753)
- Sankt Urban (1.577)
- Steindorf am Ossiacher See (3.850)
- Steuerberg (1.580)